# 줘린

1979년 1월 29일 중화인민공화국 베이징을 방문한 당시 미국 대통령 지미 카터와 그의 영부인 엘리너 로잘린 스미스 카터 여사를 영접하는 줘린과 그녀의 덩샤오핑

줘린(卓琳, 탁임, 탁림, 본명(本名)은 푸충잉(浦瓊英, 포경영), 1916년 4월 9일 ~ 2009년 7월 29일)은 중화인민공화국의 여성 정치인이다.

## 생애
1979년에서부터 1988년까지 중국공산당 중앙군사위원회판공청 부주임을 지냈다. 그녀의 부군은 1978년부터 1983년까지 중국공산당 전국인민정치협상회의 의장을 지냈고 1981년부터 이듬해 1982년까지 중화인민공화국 국가원수 권한대행을 지낸 덩샤오핑(鄧小平)이며 그녀는 덩의 3번째 부인이다.

### 결혼
그녀는 1939년 덩샤오핑과 결혼하여 그와의 사이에서 2남 3녀를 두었다.

## 가족 관계
- 아버지: 푸짜이팅(浦在廷, 포재정)
  - 부군(夫君): 덩샤오핑(鄧小平, 등소평, 1903년 8월 22일 ~ 1997년 2월 19일, 중화인민공화국의 정치인. 前 중국공산당 전국인민정치협상회의 의장 겸 중화인민공화국 국가원수 권한대행.)
    - 자녀는 2남 3녀

## 학력
- 중화민국 허베이성 베이핑 여자중학교 졸업
- 중화민국 허베이 성 베이징 대학교 물리학과 1년 중퇴
- 중화민국 산시 성 옌안 산베이 공학교 전문학사

## 같이 보기
- 마오쩌둥
- 뤄이슈
- 양카이후이
- 허쯔전
- 장칭
- 장춘차오
- 야오원위안
- 왕훙원
- 류사오치
- 왕광메이
- 저우언라이
- 덩잉차오
- 린뱌오
- 예췬
- 린리궈
- 예젠잉
- 화궈펑
- 후야오방
- 리셴녠
- 양상쿤
- 장쩌민
- 리펑